# Jean-Pierre Jarier
Jean-Pierre Jarier (ur. 10 lipca 1946 w Charenton-le-Pont) – francuski kierowca Formuły 1.
W 1973 roku został mistrzem Europy Formuły 2.
W 1979 roku trzykrotnie zajął trzecie miejsce w wyścigu Grand Prix Formuły 1 i zajął 11. pozycję w klasyfikacji kierowców.